# Prevalenční studie

## Průřezové studie

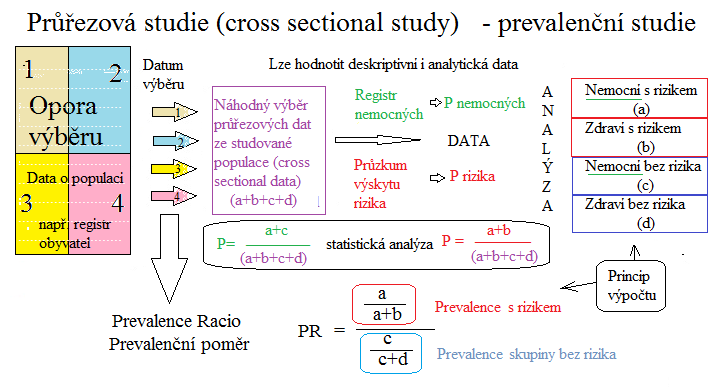
prevalenční studie

Průřezová studie (Cross-sectional study) odhaduje hodnotu prevalence, proto se někdy nazývá prevalenční studie (prevalence study), současně zjišťuje, kdo a kdy onemocněl. Jedná se o matematickou analýzu dat získaných ze dvou a více nezávislých zdrojů. Sleduje se sezónnost výskytu nemoci a demografické skupiny nejvíce náchylné k nemoci.

Výhodou těchto studií je rychlost a cenová dostupnost, slabinou je neschopnost dokázat RF nemoci (jen ho zpřesňujeme). Porovnáním prevalencí počítáme hodnotu RF. 

Zpravidla se vezmou data centrálně evidovaná, která jsou k dispozici, tzv. opora výběru (například registr obyvatel). Z ní se náhodně vybere dostatečně velký reprezentativní vzorek tak, aby zastupoval všechny kategorie. Data se třídí dle několika kritérií (např. pohlaví, věku, sociálního postavení). Výběr se provádí zpravidla randomizací, kdy počítač přidělí jedincům i skupinám náhodná čísla. Získáme tak podstatně menší množinu průřezových dat (cross sectional data). Ta reprezentují celou populaci. Data jsou od počátku anonymní, představovat si za nimi konkrétní jedince není možné.

Ke stejnému dni vybereme ze zcela jiné evidence nemocné. Zpravidla se použije zdravotní dokumentace, dotazník či průzkum. Vypočítá se skutečná prevalence nemoci v populaci (např. roční prevalence nemoci).

Opět ke stejnému dni vybereme z jiné evidence průzkum rizik. Zpravidla se použije zdravotní dokumentace s měřením (například hladiny cholesterolu, RTG vyšetřením), anamnestické údaje (zda se jedná o kuřáka, pití alkoholu, stravovací návyky), specifické testy či ekologické studie (korelační studie). Vypočítá se skutečná prevalence rizik (např. roční prevalence).

Prevalenční poměr (PR= Prevalence Racio) je poměr mezi prevalencí skupiny v riziku a prevalenci skupinou bez rizika. Pokud je větší než 1, pak zkoumané riziko zvyšuje výskyt nemoci (existuje kladná asociace mezi rizikem a nemocí).

Prevalenční poměr je hodnota RF, tedy kolikrát častěji se nakazí jedinci s rizikem než bez něj.
Expozice rizika bývá vyjádřena tabulkou, kdy se určí denní expozice a celková expozice (např. kouří do 10 cigaret denně, 10-20 denně, 20 a více denně; kouří po dobu 5 let, 5-20 let, 20 a více let).
Žádné skupiny reálných jedinců neexistují, jen průřezová data z více zdrojů. K jejich zpracování se používá mnohorozměrná analýza dat (multivariate analysis) či nejčastěji dvourozměrná statistická analýza (bivariate analysis). Ta bývá zahrnuta v počítačových programech statistiků, jako jsou „Stata 11“.

Prevalenční studii lze použít jako deskriptivní i analytickou. Je levná a rychlá.

Slabinou těchto studií je fakt, že neexistuje kontrolní skupina jako v kohortových studiích, ale jen zdroje dat, které porovnáváme.

Hypotéza se musí potvrdit jiným typem studií, jinak můžeme dojít ke zcela falešným výsledkům. I u akutních onemocnění nelze touto studií počítat incidenci, ale vždy pouze prevalenci. Mezi dobou vzniku studie a časem, kdy byla data získávána, není přímá souvislost. Zaměnit příčinu za následek je u tohoto typu studií možné. Například pokud budeme mít nemocné s depresí a za riziko budeme považovat rakovinu, dojdeme k chybnému závěru, že za deprese může rakovina. Komplikaci způsobenou vážným onemocněním nelze považovat za příčinu nemoci. Prevalenční studie nelze použít při objevování epidemiologických rizik. Pokud však rizika známe, jsou ideální pro výpočet hodnot RF a to i pro velkou populaci. 

Průřezová studie se počítá kdykoli z dat momentálně dostupných o celé populaci a to i pravidelně jednou ročně. Vzorek, který se posuzuje, je veliký, reprezentativní, má zastupovat celou populaci.

Jsou to nejčastěji používané studie. Zpravidla se jimi každoročně zpřesňuje výskyt nemoci v populaci.